# Pamela Pretswell
Pamela Pretswell (Lanark, 6 mei 1989) is een Schotse golfprofessional. Ze debuteerde in 2013 amateur op de Ladies European Tour.

## Loopbaan
Westin begon te golfen op 14-jarige leeftijd en verbleef later op de Universiteit van Glasgow. In de eerste maanden van 2012 was ze nog golfamateur en debuteerde op de Ladies European Tour Access Series (LETAS). In mei 2012 won ze als amateur het Ljungbyhed Park Ladies Open. Per 1 juli 2012 werd ze golfprofessional en maakte ze haar profdebuut op de Ladies Norwegian Challenge. Op het einde van seizoen 2012 won ze de Order of Merit van de LETAS en kreeg hiervoor een speelkaart voor de Ladies European Tour (LET) in 2013.
Pretswell debuteerde in 2013 op de LET en ontwikkelde zich in de seizoenen tot 2015 van middenmoter tot een solide subtopper.

## Prestaties

### Professional
Ladies European Tour Access Series
| Nr. | Datum       | Toernooi                                        | Score        | Score | Info        |
| --- | ----------- | ----------------------------------------------- | ------------ | ----- | ----------- |
| 1   | 18 mei 2012 | Sölvesborg Ladies Open hosted by Fanny Sunesson | 73-72-67=212 | –1    | Als amateur |